# NEC情報システムズ

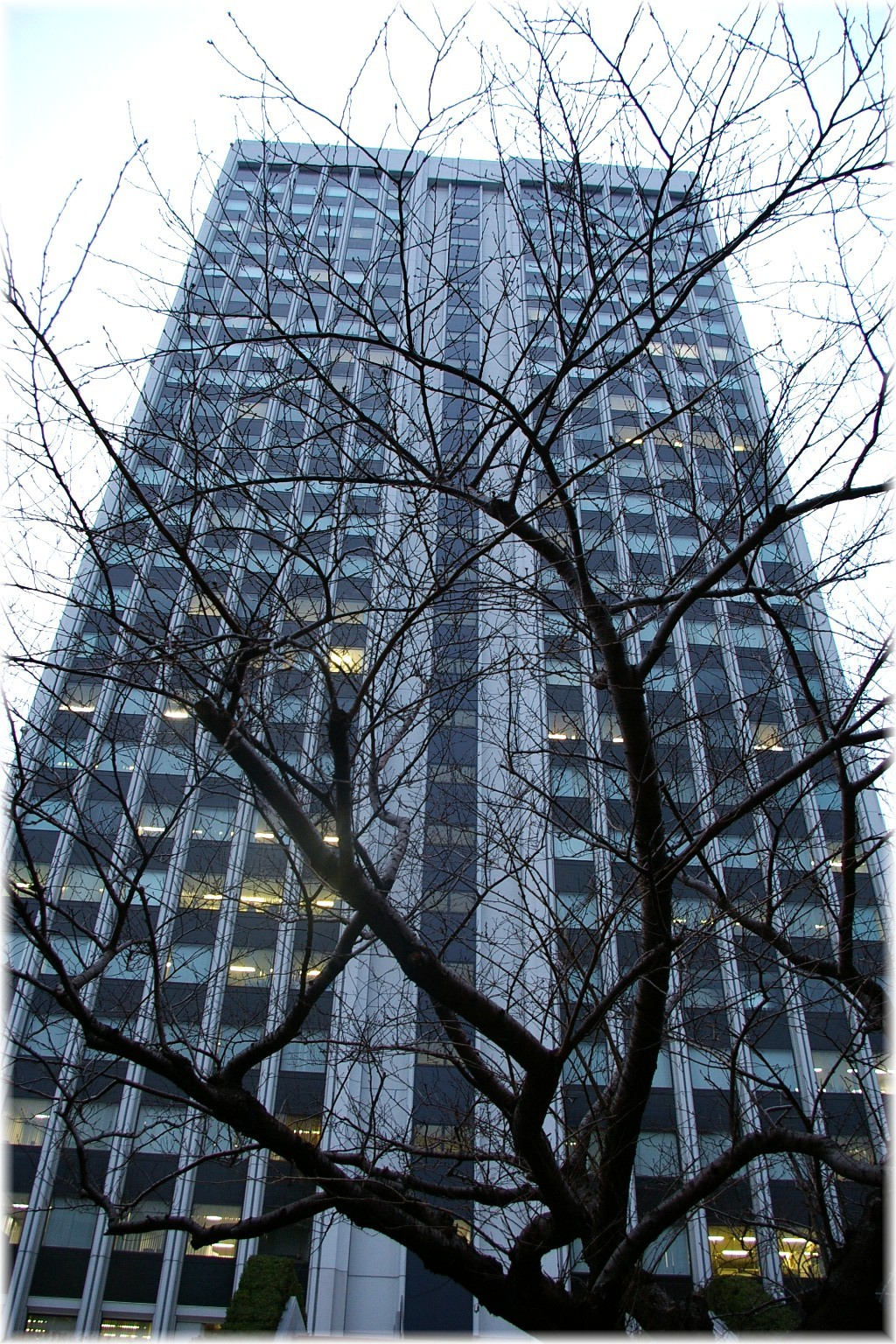
田町地区事業所が入居していた
三田国際ビル

株式会社NEC情報システムズ（NECじょうほうシステムズ、英文社名：NEC Informatec Systems,Ltd.）は、かつて神奈川県川崎市に本社を置いていたNECグループのシステムインテグレーターである。略称は「NIS（エヌアイエス）」で、製品名にも使用されていた。
2017年4月1日、NECソリューションイノベータに合併された。

## 概要
1994年、NEC（日本電気）の全額出資子会社であった日本電気技術情報システム開発及び日本電気経営情報システム開発が合併し、発足。
合併以後、NEC及びNECグループから業務受入を行い、売上及び人員を拡大してきた。2016年11月28日、NECは「ソフトウェア開発の強化」を目的としたNEC情報システムズのNECソリューションイノベータへの統合（2017年4月1日付）を発表し、予定どおり2017年4月1日付で合併された。
システムインテグレーターの分類ではメーカー系に分類され、2008年の日経BP社「日本のソリューションプロバイダの売上高規模調査」では182社中69位であった。

## 沿革
- 1981年（昭和56年）10月 - 日本電気技術情報システム開発株式会社を設立。
- 1984年（昭和59年）4月 - 日本電気経営情報システム開発株式会社を設立。
- 1994年（平成6年）7月 - 上記2社が合併し、株式会社NEC情報システムズに社名変更。
- 1998年（平成10年）7月 - NECマイコンテクノロジーの一部業務を受入。
- 2000年（平成12年）4月 - NECホームエレクトロニクスの一部業務を受入。
- 2001年（平成13年）
  - 4月 - NECソリューションズ ニューソリューション事業部の事業受入。
  - 10月 - NECエレクトロンデバイスカンパニー情報システム部及び品質推進部から一部業務を受入。
- 2002年（平成14年）10月 - 日本アビオニクス及びアビオシステムテクノロジーより一部業務を受入。
- 2004年（平成16年）10月 - NECプロセス改革推進本部情報システム部の一部業務を受入。
- 2006年（平成18年）
  - 4月 - NECよりマネージドサービス構築運営本部の一部業務を受入。
  - 10月 - NECより開発環境技術本部の一部業務を受入。
- 2009年（平成21年）4月 - NECトーキンの一部業務を受入。NECよりNEC社内IT企画・管理等の一部業務を受入。
- 2013年（平成25年）1月 - 神奈川県川崎市（NEC玉川事業場）へ本社を移転。
- 2016年（平成28年）11月 - 翌年4月1日付でのNECソリューションイノベータへの統合が発表される。
- 2017年（平成29年）4月 - NECソリューションイノベータが当社を合併。

## 事業所
- 本社及び営業拠点

神奈川県川崎市中原区下沼部1753　NEC玉川事業場内
- 事業拠点

田町地区 - 東京都港区三田1-4-28　三田国際ビル
高津地区 - 神奈川県川崎市高津区北見方2-6-1　NECプラットフォームズ高津事業所
府中地区 - 東京都府中市日新町1-10　NEC府中事業場内
相模原地区 - 神奈川県相模原市中央区南橋本3-1-35　NEC橋本技術センター
我孫子地区 - 千葉県我孫子市日の出1131　NEC我孫子事業場内

## 主な製品
- データ集配信ミドルウェア「NISMAIL」